# Šóri Hamadaová
Šóri Hamadaová (* 25. září 1990 Kirišima) je japonská zápasnice – judistka, sambistka a grapplerka.

## Sportovní kariéra
S judem začínala v rodné Kirišimě v 10 letech. Po skončení střední internátní školy Kagošimaminami v Kagošimě v roce 2009 se věnovala tréninku juda na univerzitě Jamanaši gakuin v Kófu. Po skončení vysokoškolských studií se od roku 2013 vrcholově připravuje v armádním tréninkovém centru JSDF. Téhož roku začala kokotovat s příbuzným sportem sambem. V roce 2014 se stala mistryní světa v zápasu sambo ve váze do 80 kg před domácím publikem v Naritě. V japonské ženské reprezentaci se prosazuje od roku 2015 v polotěžké váze do 78 kg. V roce 2016 se na olympijské hry v Riu nekvalifikovala. V roce 2018 se stala první Japonkou, která získala titul mistryně světa v judo i v zápasu sambo.

### Vítězství na turnajích
- 2014 – 1x světový pohár (Glasgow)
- 2015 – 1x světový pohár (Čching-tao)
- 2017 – 2x světový pohár (Oberwart, Záhřeb, Kano Cup)

## Výsledky

### Judo
| Turnaj            | 2011           | 2012           | 2013           | 2014           | 2015           | 2016           | 2017           | 2018           |  |
| Turnaj            | 21             | 22             | 23             | 24             | 25             | 26             | 27             | 28             |  |
| Turnaj            | polotěžká váha | polotěžká váha | polotěžká váha | polotěžká váha | polotěžká váha | polotěžká váha | polotěžká váha | polotěžká váha |  |
| ----------------- | -------------- | -------------- | -------------- | -------------- | -------------- | -------------- | -------------- | -------------- |  |
| Olympijské hry    |                | —              |                |                |                | —              |                |                |  |
| Mistrovství světa | —              |                | —              | —              | —              |                | —              | 1.             |  |
| Asijské hry       |                |                |                | —              |                |                |                | —              |  |
| Mistrovství Asie  | —              | —              | —              |                | —              | —              | 1.             |                |  |
| Univerziáda       | 5.             |                | —              |                | —              |                | —              |                |  |

### Sambo
| Mistrovství světa | úč. | 1. |  |  |  |
| Univerziáda       | 1.  |    |  |  |  |